# トミタ・ジュン
トミタ・ジュン（本名：富田 潤、1967年- ）は、日本の建築・プロダクト・グラフィックデザイナー、一級建築士。アティモント・デザイン研究所の代表取締役、及び株式会社 仁秀の代表取締役。1998年までは「トミタジュン」と表記していた。

## 人物・来歴
京都市出身。1986年同志社大学法学部に入学後、19才で渡米。1991年ニューヨーク大学アート学科卒業。卒業後はエミリオ・アンバースに師事し、多くの建築プロジェクトに参画。1999年アティモント・デザイン研究所を設立。2016年に陶器会社、株式会社 仁秀の代表取締役に就任。仁和寺御用達として、御室窯主「仁秀」を襲名。陶器デザインに携わる。
東京電機大学非常勤講師、慶應義塾大学SFC研究所所員、京都造形芸術大学准教授などを務めた。現在、スタンフォード大学教授（京都のスタンフォード日本センター）、京都造形芸術大学プロダクトデザイン学科の客員教授として教鞭を執っている。

## 家族
- 父の富田敏夫は仁和寺の御用達の陶芸家。元たち吉の社長で生活ブランドAdam&Eveの創始者。祖父は元たち吉の会長の冨田忠次郎。

## 活動

### 建築デザイン
- aTIMONT Ebis

東京都渋谷区恵比寿にあるaTIMONTのオフィスビル。500年の長寿耐震耐火建築を標榜しており、事務所を屋上に作るなど、都心型エコ建築としての実験的な建築。
- αSTYLE-MANSION

東京都中央区湊（八丁堀駅）のコンテンポラリー和とシンプルが融合した8階建てのマンション。1階は5坪の店舗。2階は10坪のオフィス。3から8階は10坪のスタジオ型住居。
- HOUSE OF BOOK LOVERS -所蔵家の隠れ家-

細長い間口の旗竿型の16坪の敷地に建つ、鉄筋コンクリート造地上4階の住宅。限られたスペースに3万冊を越える蔵書が可能な本棚とゆとりある生活空間の両方を確保したデザイン住宅。シンク、照明器具などもオリジナルのプロダクト建築。

### プロダクトデザイン
- aTIMONT Clooks（リズム時計）

扉の付いた掛時計などのファニチャークロックシリーズ（12タイプ）等、20作品以上を発表している。
- aTIMONT Watches
- aTIMONT Eyewear（Opusdesign）
- aTIMONT Post（三協立山アルミ）

ポスト、門柱、照明をトータルデザイン。ELEGANCE、京風情、SIMPLE MODERNの3種類がある。
- KOKUYO coloree  コロレーシリーズ シャープペン／ボールペン

すでに累計2000万本を売り上げているシャープペン／ボールペン。異業種による合同プロジェクト、Willプロジェクトのアイテムの一つとして、「Will Actic」の名で発売された。
- アクアブロック

縦、横どちらにもスタッキング可能なペットボトル。米国I.D.アニュアルデザインレビュー最優秀賞を受賞。
- LUNA

N.Y. designers cafeシリーズの1つ。和の伝統的なパターンである、四角と丸をデザインに取り入れたソーサー付きマグカップ。
- ペンタワー

1本の軸棒に3つのボックスを45度の角度で通したペン立て。無印良品から1999年にデスクトップオーガナイザーとして発売。2010年より書斎工房Kyotoというブランドの商品として「やぐらペン立て」の名で販売している。
- 豆銀（まめぎん）

和テイストのオリジナルシルバーアクセサリー。

### インテリアデザイン
- TAKAHASHI DENTAL OFFICE（歯科医院）
- OSTERIA HIDE（イタリアンレストラン）
- Kimoto Dentist（歯科医院）
- 銀座Noi（サロン）
- CAV-000（アパレルブランドショップ）
- ORIHICA（アパレルブランドショップ）

### プロデュース
- LITTLE ARCHITECTURES designed by 12architects -小さな建築-

12人の現代建築家がデザインした12のカップ＆ソーサー。
参加建築家（五十音順） 青木淳、磯崎新、伊東豊雄、隈研吾、妹島和世、高松伸、竹山聖、団紀彦、長谷川逸子、坂茂、葉祥榮、六角鬼丈
- N.Y. designers cafe

ニューヨークにゆかりのある実力派プロダクトデザイナーたちがデザインしたカップ&ソーサー。
参加デザイナー カリム・ラシッド、ウダガワ・マサミチ+シギー・ムスリンガー、トミタ・ジュン

### グラフィックデザイン
- ファッションブランド「ORIHICA」のブランディング(2003年から現在)
- ファッションブランド「AOKI Personal Order」のブランディング(2018年から)

## 受賞
- 1990年 ニューヨーク大学モダンアート展審査員特別賞
- 1995年 通産省グッドデザイン賞
- 1995年 通産省グッドデザイン特別賞（中小企業庁長官賞）
- 1995年 大阪グッドデザイン賞
- 1996年 米国I.D.アニュアルデザインレビュー最優秀賞（アクアブロック）

## 著書
- 『センスいいね!と言われる人の思考術』 (2011年、アチーブメント出版、ISBN 4905154146)
- 『センスの磨き方』 (2013年、アチーブメント出版、ISBN 4905154545)